# Gustaf Lannegren
Johan Gustaf Valfrid Lannegren, född 12 oktober 1906 i Landa församling, Hallands län, död 24 december 1980 i Malmö S:t Petri församling,  var en svensk centerpartistisk kommunalpolitiker.
Lannegren, som var Centerpartiets ombudsman i Malmöhus län, var ledamot av Malmö stads/kommunfullmäktige 1967–1976, kommunalråd för fritids- och miljöroteln i Malmö kommun 1971–1973 och vice ordförande i renhållningsstyrelsen 1974–1976.